# Futebol Clube do Porto B
Il Futebol Clube do Porto B, noto più semplicemente come Porto B, è una società calcistica portoghese di Porto, che funge da squadra riserve del Porto. Milita nella Segunda Liga, seconda serie del campionato portoghese. 
Essendo una squadra riserve di un club di prima divisione, non può essere promosso in tale categoria (in generale non può giocare nella stessa categoria del Porto) e non può partecipare alle coppe nazionali portoghesi (motivi per cui non può de facto nemmeno qualificarsi a competizioni UEFA per club).

## Storia
Tra il 1999 ed il 2006 il club militò nella terza divisione portoghese, conquistandovi anche 4 terzi posti consecutivi nei suoi primi 4 anni di storia.
In seguito, nella parte finale della stagione 2011-2012 alcuni club della prima divisione portoghese (Porto, Benfica, Sporting Lisbona, Vitória Guimarães, Braga, Marítimo e Nacional) si dichiararono interessati all'idea della Federazione di inserire nuovamente nei campionati nazionali portoghesi delle squadre riserve a partire dalla stagione successiva: per questo motivo, nella stagione 2012-2013 sei di questi club (Benfica, Braga, Marítimo, Porto, Sporting CP e Vitória Guimarães), poterono iscrivere la propria squadra riserve alla seconda divisione portoghese. Da allora il Porto B ha militato ininterrottamente nella seconda divisione portoghese, che peraltro ha anche vinto nella stagione 2015-2016 (si tratta di una delle 2 occasioni in cui il club avrebbe ottenuto un piazzamento teoricamente sufficiente per la promozione, qualora non fosse stato una squadra riserve, oltre che del miglior piazzamento raggiungibile in assoluto dal club stesso, vista l'impossibilità di salire ulteriormente di categoria).

## Strutture

### Stadio
Gioca le sue partite casalinghe all'Estádio Municipal Jorge Sampaio, un impianto da 8500 spettatori alla periferia di Porto.

## Allenatori
- 1999-2000  Fernando Bandeirinha
- 2000-2004  Ilídio Vale
- 2004-2005  Domingos Paciência
- 2005-2006  Aloísio Pires Alves
- 2012-2013  Rui Gomes
- 2013-2014  Luís Castro
- 2014  José Guilherme
- 2014-2016  Luís Castro
- 2016  José Tavares
- 2016-2018  António Folha
- 2018-2021  Rui Barros
- 2021-  António Folha

## Palmarès

### Competizioni nazionali
- Segunda Liga: 1

2015-2016

## Statistiche e record

### Partecipazione ai campionati

#### Campionati nazionali
Dalla stagione 1999-2000 alla stagione 2005-2006 e dalla stagione 2012-2013 alla 2023-2024 il club ha ottenuto le seguenti partecipazioni ai campionati nazionali:
| Livello | Categoria       | Partecipazioni | Debutto   | Ultima stagione | Totale |
| ------- | --------------- | -------------- | --------- | --------------- | ------ |
| 2º      | Segunda Liga    | 12             | 2012-2013 | 2023-2024       | 19     |
| 3º      | Segunda Divisão | 7              | 1999-2000 | 2005-2006       | 19     |